# Bârlești (Scărișoara), Alba
Bârlești este un sat în comuna Scărișoara din județul Alba, Transilvania, România.

 Acest articol despre o localitate din județul Alba este deocamdată un ciot. Puteți ajuta Wikipedia prin completarea lui.